# Rakvere
Rakvere (németül: Wesenberg vagy Wesenbergh) város Észak-Észtországban és Lääne-Virumaa megye székhelye, 20 km-re délre a Finn-öböltől.

## Története
A legkorábbi emberi település jelei a 3.-5. századból valók, melyeket a mai színház dombon találtak meg. A középkorban védelmi okokból, egy fa erődítmény állt a jelenlegi Vallimägi helyén. Amikor a dánok 1220-ban átvették a hatalmat elkezdték felépíteni az első kőépületeket. A település nevét a Tarvanpea-ben említik először az 1226-os Chronicle of Henry Livoniá-ban. Az új dán fellegvárnak hívták Wesenbergh a Közel alnémetbôl első kiadásában 1252-ben. A Wesenbergi csata a dán és a német lovagok és az oroszok között zajlott 1268. február 18-án.
1302. június 12-én, Rakvere Lübecki jogokat kapott. Amikor a dán király eladta dán-észt-lív rendnek 1346-ban, egy nagy kastélyt építettek az előző erődítmény romjai felett. A Ordensburgot és udvarait tornyok védték. Az épületben egy ferences kolostor alakult meg 1508-ban.
A lív háború 1558-1581 közt zajlott, ekkor Rakvere orosz uralom alatt állt, s az épületei erősen megrongálódtak. Wesenberg ostroma (1574) után a svédek elfoglalták a várost 1581-ben, mielőtt a lengyel-litván közösség 1602-ben átvette az uralmat, ezután a lengyelek elpusztították a várat 1605-ben. Miután visszatért a svéd uralom még ugyanebben az évben, egy kastélyt építettek a monostor romjain. A Nagy Északi Háború miatt Rakvere leégett 1703-ban. 1710-ben Észtország és Livónia kapitulált és az azt követő szerződés miatt -melynek Nystad a neve- 1721-ben Rakvere átkerült az Orosz Birodalomhoz, ahol Észtország függetlenségének 1918-ban elkövetkező megvalósulásáig maradt, mikor is véget ért az első világháború.
Az első időszakban kivívott függetlenség során számos kiemelkedő épület épült, mint például a piac, a régi bank épülete (jelenlegi SEB Eesti Ühispank) és a Rakvere Gimnázium. A városban 1930-ban nyitotta meg kapuit a stadion. Helyi újságot alapítottak, mely később a megyei napilap lett, a Virumaa Teataja, ami először 1925-ben jelent meg. A rakverei professzionális színházi ötlete is ekkor kezdett alakot ölteni. Az építkezés 1930-ban ért véget és azt ünnepélyesen 1940. február 24-én nyitották meg. A színház túlélte a második világháború pusztításait és a mai napig működik.
Rakvere talán a legkisebb város Európában, amelyben egy színház működik. Gyökerei 1882-ig nyúlnak vissza, és még mindig aktív és nagyon népszerű. A rakverei színház sok híres színészt és színésznőt adott Észtországnak, mint például Üllar Saaremäe, Indrek Saar, Ülle Lichtfeldt, Aarne Üksküla stb és a kétévente megrendezett Baltoscandal egy olyan színhgáztalálkozó, ahol a különböző balti országokból érkező színjátszócsoportok bemutathatják színdarabjaikat.

## Népessége
| Lakosok száma | 15 264 | 15 400 | 15 303 | 15 747 | 15 526 | 15 189 | 15 085 | 14 984 | 15 614 | 15 695 |
|               | 2011   | 2014   | 2015   | 2016   | 2017   | 2019   | 2020   | 2021   | 2023   | 2024   |

## Sport

### Sportegyesületek

#### Kosárlabda
- BC Rakvere Tarvas - a város férfi kosárlabda csapata, második helyezett a 2009-10-es észt bajnokságban és 2010-ben elnyerték a kupát. A klub részt vesz Korvpalli Meistriliiga-ban és a balti Kosárlabda Ligában.

#### Röplabda
- VK Rakvere Rivaal -melynek átmenetileg Rakvere Grossi Toidukaubad a neve szponzori okok miatt, a férfi röplabda csapat, amely többszörös észt bajnok és kupa győztes. A klub részt vesz a Liga Schenker-ben is.

#### Labdarúgás
- Rakvere JK Tarvas - egy amatőr futballcsapat melyet 2004-ben hoztak létre. A klub bejutott a Esiliiga-ba (amely a másodosztályú észt labdarúgóliga) 2008-ban és 2011-ben.

## Látnivalók
- Szentháromság evangélikus templom
- Ortodox templom
- Rakverei vár
- Rakvere tájház
- A kundai cementmúzeum
- Kohala udvarház
- Szarvas szobor – Rakvere ismert szimbóluma az őstulkot ábrázoló Szarvas szoborról. A Tauno Kangro észt szobrász által készített alkotással a Baltikumban egykor élt legnagyobb állatnak kívántak emléket állítani. A szobor Vallimägi tetején található és a város 700. születésnapjára avatták fel. Az egész műalkotás egyetlen gránittömbön áll. A szobor 7 méter hosszú, négy méter magas és súlya körülbelül 7 tonna. A szobor bronzból készült. A szobron fel van tüntetve azoknak a cégeknek és magánszemélyeknek a neve, akik finanszírozták a szobor költségeit.

## Híres szülöttei
- Heinrich Paal (1895–1941), labdarúgó
- Aino Pervik (1932–), író
- Erik Tohvri (1933–2020), író
- Tõnis Lehtmets (1937–), író
- Ene Ergma (1944), észt asztrofizikus, politikus
- Tõnu-Andrus Tannberg (1961–), történész
- Kaido Höövelson (1984–), szumóbirkózó
- Ave Pajo (1984–), labdarúgó

## Testvérvárosok
- Cēsis, Lettország
- Kuopio, Finnország
- Lappeenranta, Finnország
- Lapua, Finnország
- Lütjenburg, Németország
- Panevėžys, Litvánia
- Szenaki, Grúzia
- Sigtuna, Svédország
- Szolnok, Magyarország
- Vishorod, Ukrajna

## Távolságok
- Helsinki 122 km
- Pärnu 183 km
- Riga 297 km
- Szentpétervár 274 kilométeres
- Stockholm 503 km
- Tallinn 98 km
- Tampere 310 km
- Tartu 126 km
- Turku 260 km
- Vilnius 522 kilométerre található.

## Képgaléria

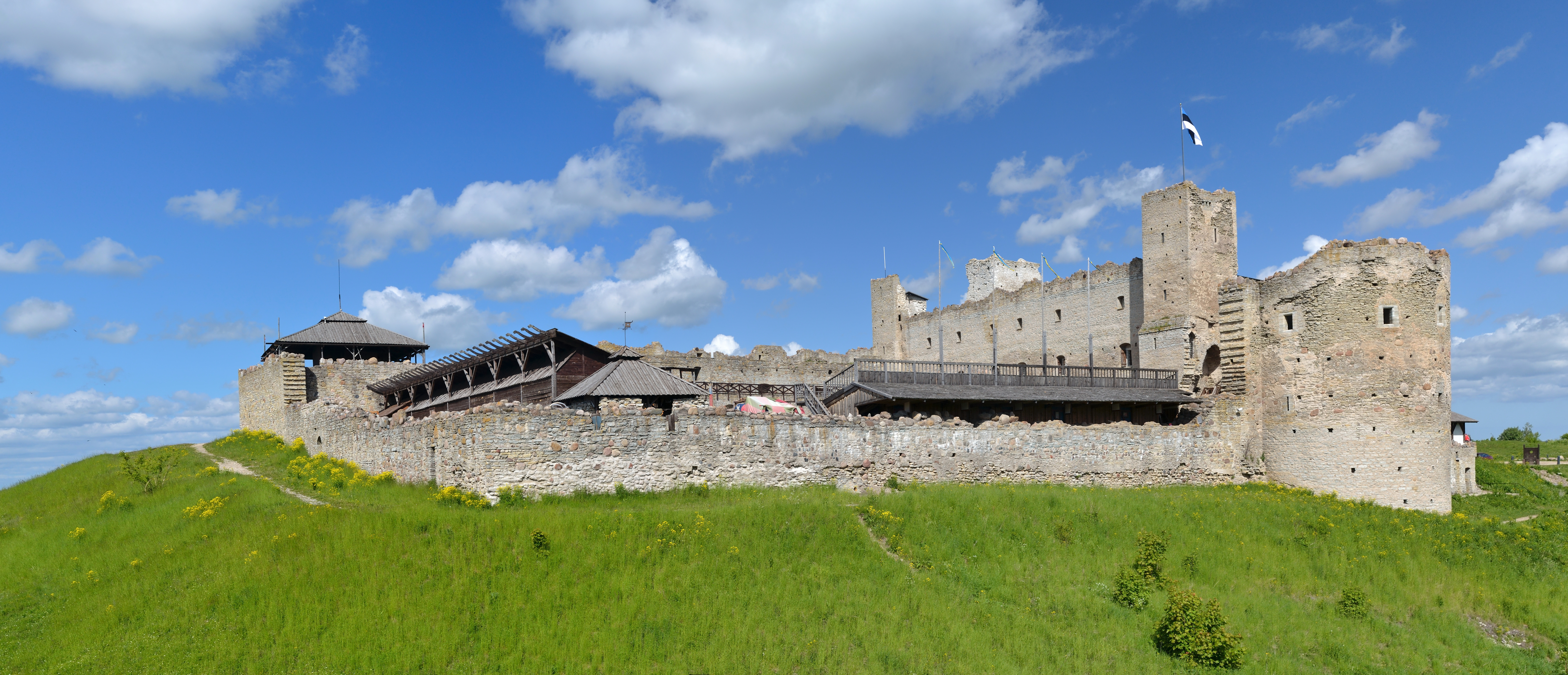
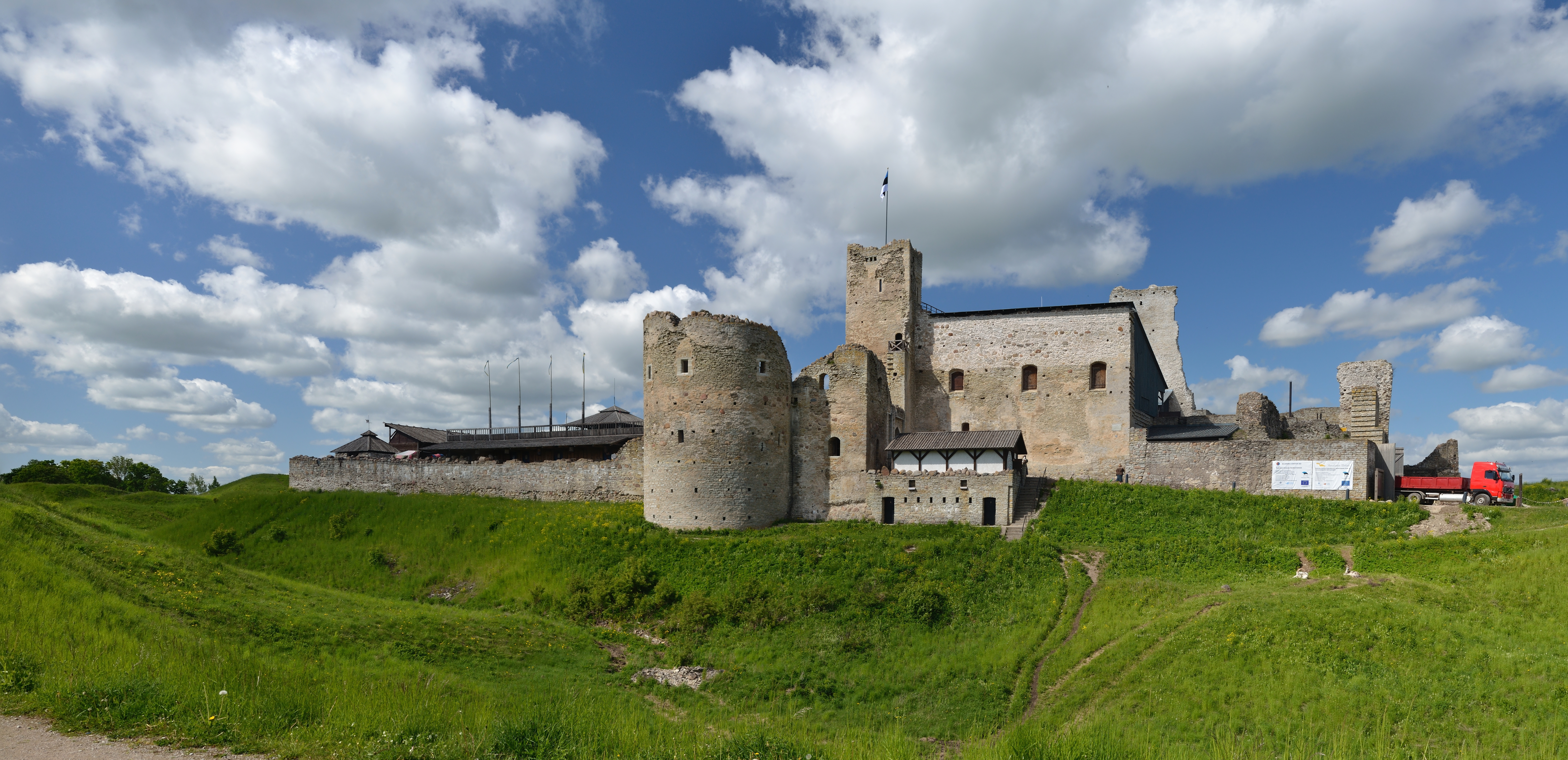
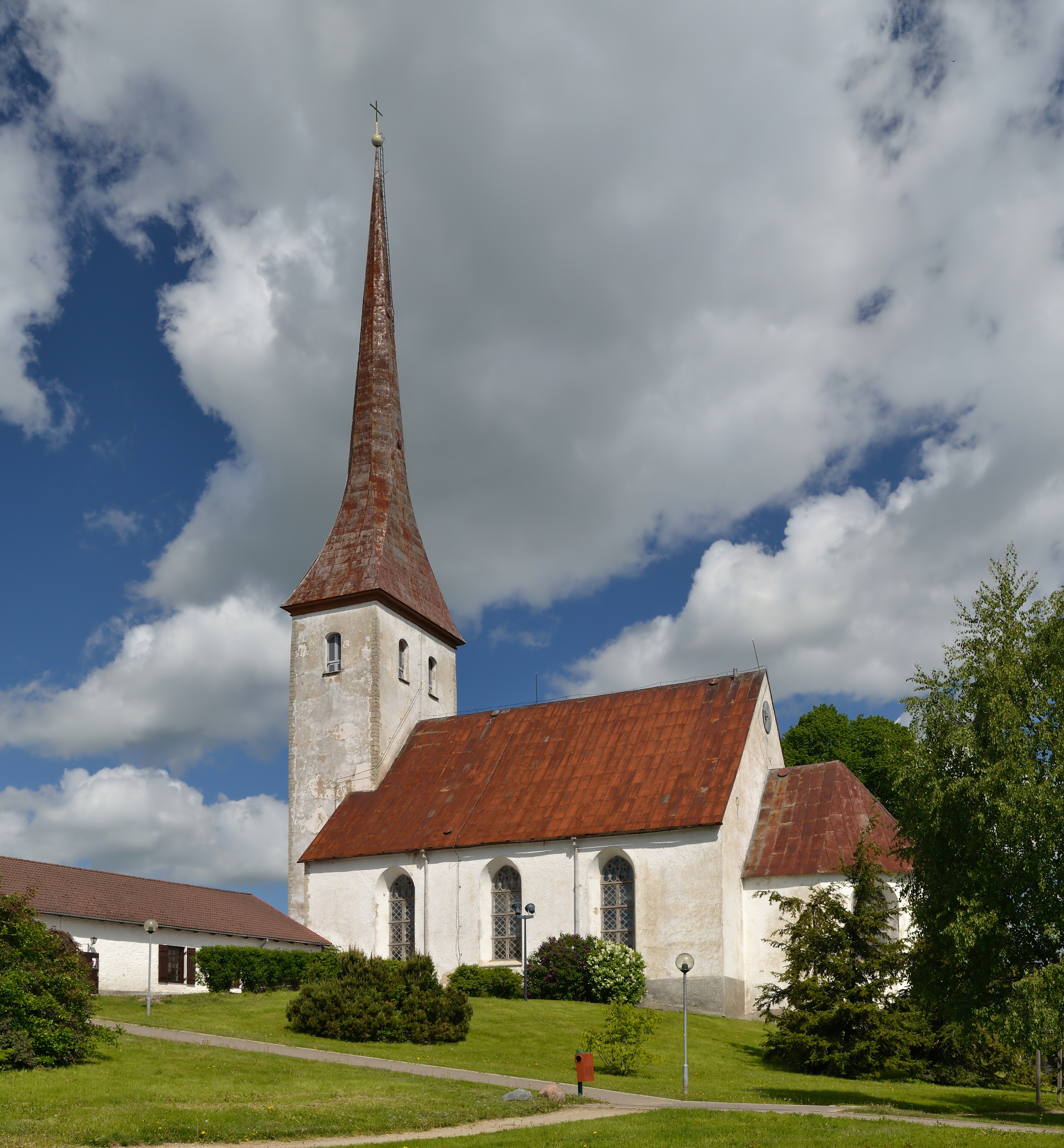
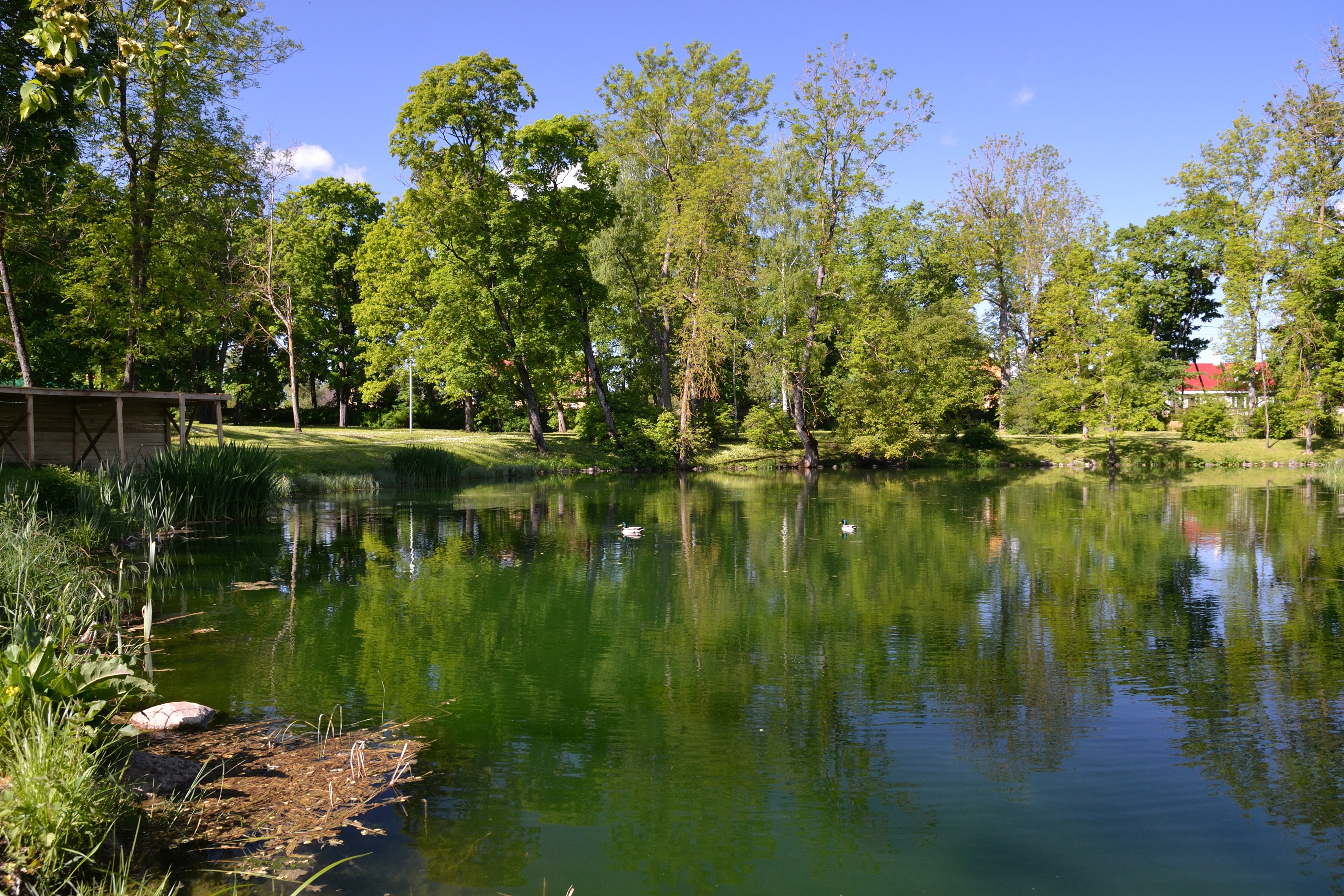
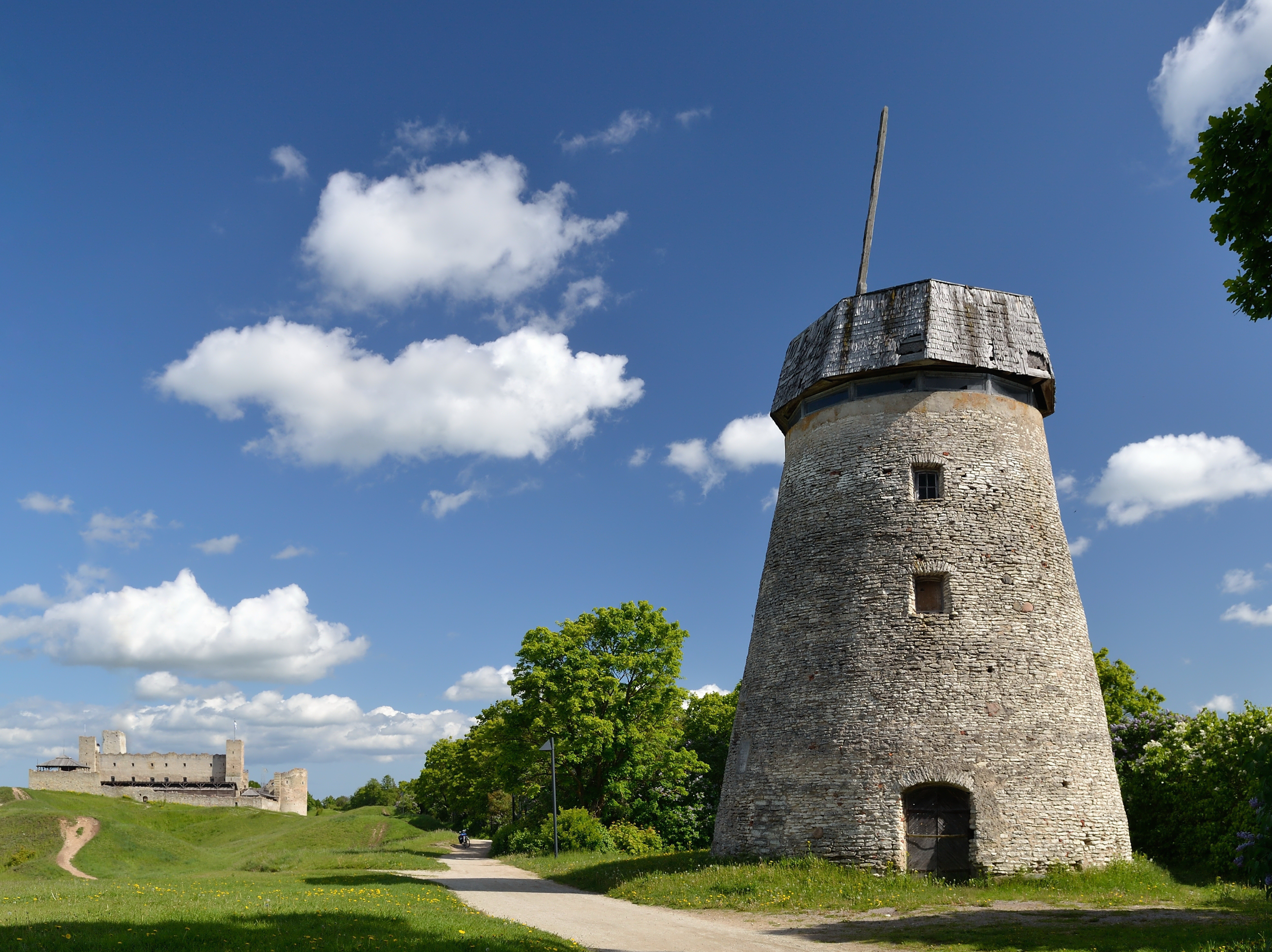
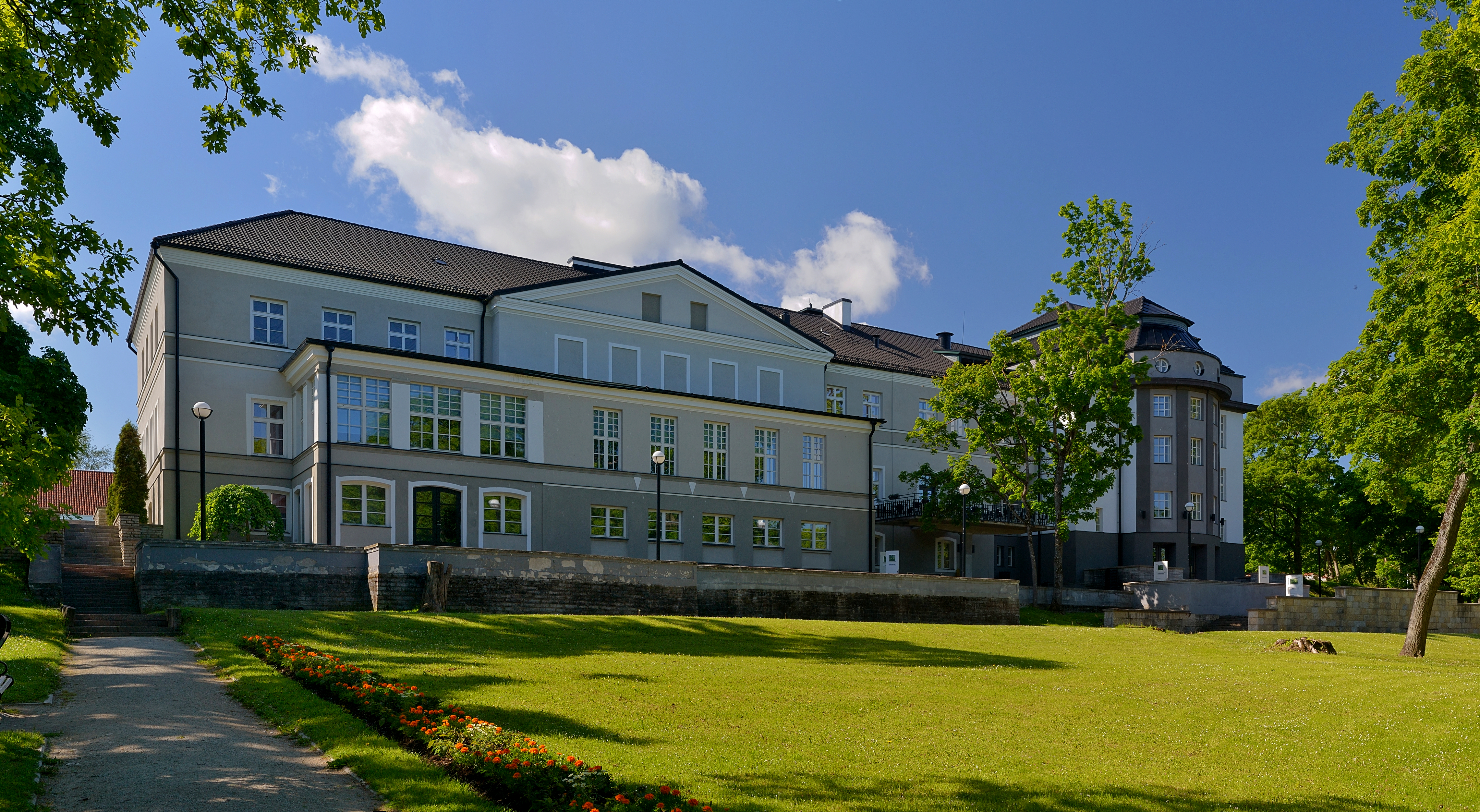

## Fordítás
- Ez a szócikk részben vagy egészben  a   Rakvere című angol Wikipédia-szócikk ezen változatának fordításán alapul.  Az eredeti cikk szerkesztőit annak laptörténete sorolja fel. Ez a jelzés csupán a megfogalmazás eredetét és a szerzői jogokat jelzi, nem szolgál a cikkben szereplő információk forrásmegjelöléseként.